# رابن شتاینفلد
رابن شتاینفلد (به آلمانی: Raben Steinfeld) یک شهر در آلمان است که در لودویگسلوست-پارشیم واقع شده‌است. رابن شتاینفلد ۱٬۱۴۱ نفر جمعیت دارد.